# DES-X
Em criptografia, DES-X ou DESX é uma variante no DES (Data Encryption Standard) intencionada a aumentar a complexidade de um ataque por força bruta usando uma técnica denominada key whitening. O algoritmo original DES foi especificado em 1976 com um tamanho de chave de 56 bits. Havia a crítica de que uma procura exaustiva poderia estar dentro da capacidade de governos de países grandes, particularmente da Agência Nacional de Segurança (NSA) dos EUA. Uma maneira de aumentar o tamanho de chave do DES sem alterar o algoritmo substancialmente era o DES-X, proposto por StoneMeike em Maio de 1984. Atualmente, o melhor ataque ao DES-X é um ataque de slide de texto simples descoberto por Biryukov-Wagner, que tem uma complexidade de 232,5 textos puros conhecidos e 287,5 de tempo de análise. Além disso, o ataque é facilmente convertido em um ataque somente de texto cifrado, com a mesma complexidade de dados e 295 de tempo de análise. 